# Francesco Maria Sforza
Francesco Maria Sforza (ur. 30 stycznia 1491, zm. w styczniu 1512) – następca tronu mediolańskiego, syn Giana Galeazza Sforzy i Izabeli Aragońskiej.

## Życiorys
Po śmierci ojca w 1494 został przedstawiony radzie książęcej, która przekazała władzę w Mediolanie w ręce regenta Ludovica Sforzy. W grudniu 1494 wraz z matką i rodzeństwem zamieszkał w Castello Sforzesco w Mediolanie.
W 1497 Izabela i rodzeństwo księcia wyprowadzili się z dworu Ludovica, zaś Francesco pozostał przy dziadzie stryjecznym Ludovicu. W 1499 król francuski Ludwik XII podjął wyprawę zbrojną na Mediolan i pozbawiony sojuszników dziad stryjeczny Francesca musiał opuścić zamek. Francesco został wówczas zabrany przez króla do Francji i umieszczony w opactwie benedyktyńskim koło Tours.
Pomimo starań matki Izabeli i ciotki Bianki Marii, żony króla niemieckiego Maksymiliana I, nie udało się odzyskać tronu mediolańskiego dla Francesca. Nie powróciwszy do ojczyzny styczniu 1512 Francesco spadł z konia podczas polowania i poniósł śmierć na miejscu.
W 1909 jego jedyny znany wówczas portret, datowany na rok 1496, został udostępniony w galerii watykańskiej.